# Yediguer
Yediguer, Yadigar, Yadkar o Zhadiguer (en ruso: Едигер, Ядигар, Ядкар, Жадигер, fallecido en 1563) fue un mirza taibúguida, kan de Siberia, corregente con su hermano Bekbulat, entre 1552 y 1563.

## Biografía

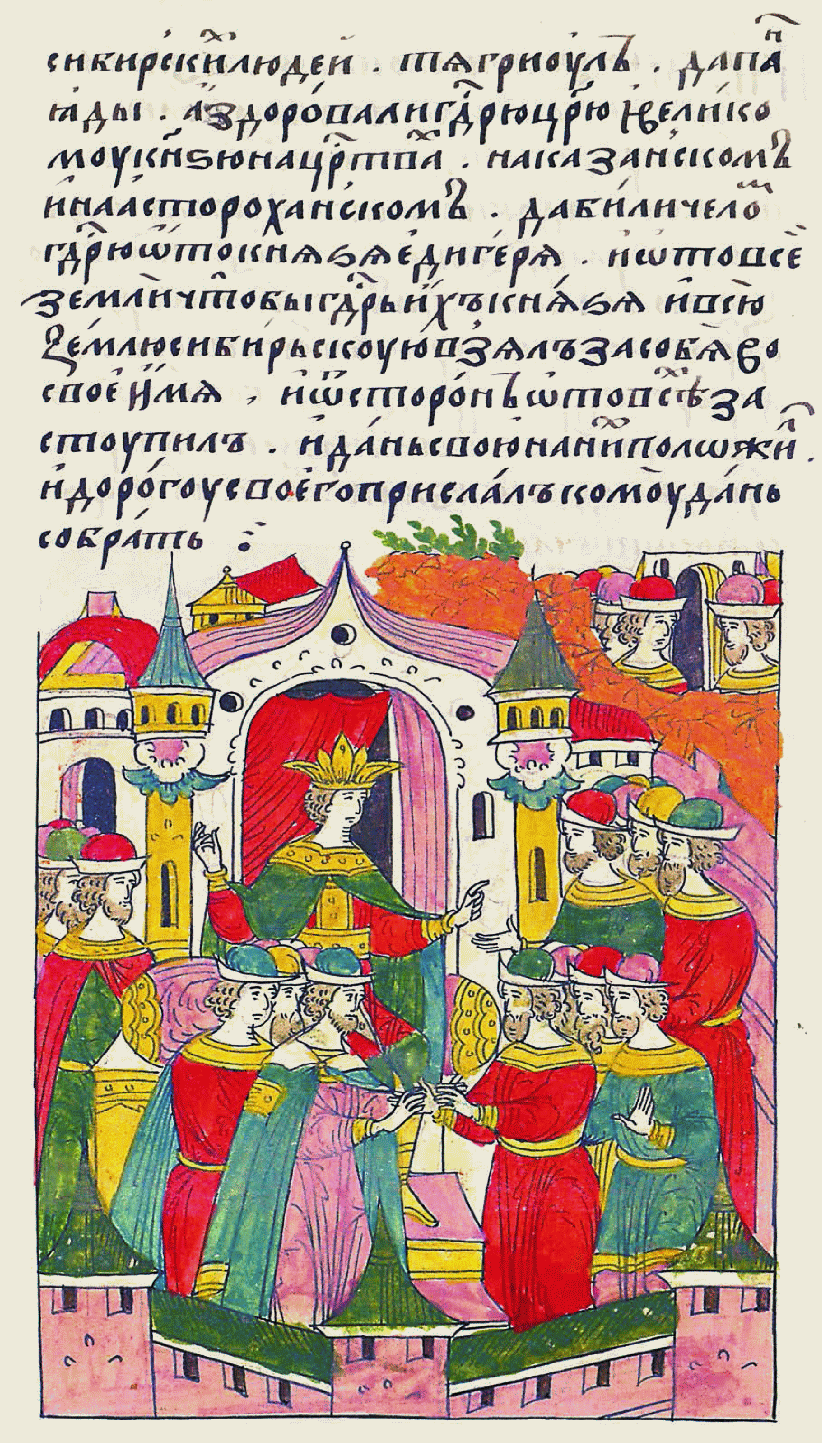
Los embajadores siberianos llegan a la corte del zar. Crónica Ilustrada de Iván el Terrible.

Yediguer era hijo del kan Kasym, y tras su muerte gobernó el kanato de Siberia en corregencia con su hermano Bekbulat. En los inicios de su gobierno se dieron graves acontecimientos en el mundo tártaro, pues en 1552 el ejército ruso tomó por asalto Kazán y comenzó a avanzar por los Urales. Poco después era sometido Astracán. Mientras tanto Yediguer se enfrentaba a Kuchum, hijo del gobernador de Bujará, Murtaza. Kuchum invadió Siberia con tropas uzbekas, nogayas, y baskirias. Sin posibilidad de recibir ayuda de Kazán ni de Crimea, a Yediguer no le quedó otro remedio que acudir a Iván IV el Terrible, reconociendo su dependencia de Rusia, prometiendo el pago de un tributo. Poco antes lo había hecho el kan Ismail Beg de la Horda de Nogái, y Yediguer siguió su ejemplo.
Para ello, en enero de 1555, envió a sus embajadores Tiagrul y Panchiad a Iván IV con la petición de que "extendiera su mano sobre Siberia", prometiendo de buen grado pagar un tributo. Los embajadores han felicitado al zar por la toma de Kazán y Astracán, jurando en nombre de Yediguer pagar anualmente un tributo en pieles de ardilla y marta cibelina. El zar decidió aceptar a Siberia bajo su mano y se encomendó la entrega del tributo al cobrador Nepeitsyn y al mirza Bayanda. Yediguer envió setecientas pieles de marta cibelina, muchas menos de las prometidas, justificándose en la cantidad de personas que el shaybánida Kuchum le había capturado en la guerra, lo que disminuía la cantidad de pieles que podía recoger. Nepeitsyn, mientras tanto, aseguraba al zar que el kan podría recoger todo el tributo, si lo deseaba, por lo que el zar ha encarcelado a Bayanda.
Iván IV envió al kan tártaro a los mirzas Dauletjdzhu y Sabana con la orden de llevar el asunto a término. Yediguer, que seguía la  situación política en la región, supo que el kan nogayo Ismaíl juraba de nuevo fidelidad al zar. En septiembre de 1557, Yediguer envió a Moscú una carta aseverando su fidelidad al zar, y junto con ella 1 169 de marta cibelina (mil pieles en calidad de tributo, cien pieles para cobrador y 69 sustituyendo a las de ardilla) Iván IV liberó a Bayanda, designando a dos altos dignatarios tártaros como cobradores del tributo. Se concluía un nuevo acuerdo, de acuerdo al cual el tributo se establecía en mil pieles. El kan confirmó la obligación de pagar el tributo completo anualmente.
Yediguer creía que el zar le ayudaría en la lucha contra sus adversarios. Sin embargo, el zar estaba sólo interesado en el envío oportuno del tributo. Yediguer comprendió bien la inestabilidad de su posición. El kan le comentó a uno de los embajadores rusos: «Ahora recojo el tributo, lo enviaré con los embajadores del hospodar; ahora hago la guerra con el zar contra los kazajos (kirguises-kazajos); me vencerá el kan kazajo, se sentará sobre Siberia, y también él dará tributo al hospodar».
Kuchum invadió el kanato en 1563, usurpando el poder y asesinando a Yediguer y Bekbulat. Acabó con la dependencia de Rusia y con los kanes taibúguidas en el kanato de Siberia.